# Zagato Zeta 6
Der Zagato Zeta 6 ist ein zweitüriges Stufenheckcoupé, das der italienische Karosseriehersteller Zagato 1983 vorstellte. Das Fahrzeug basierte auf der Antriebstechnik von Alfa Romeo und wurde entgegen ursprünglichen Planungen nur in sehr wenigen Exemplaren hergestellt.

## Hintergrund
Das 1919 gegründete Mailänder Unternehmen Zagato befand sich, nachdem es in den 1960er-Jahren stark hatte expandieren können, seit der Mitte des darauffolgenden Jahrzehnts in einer wirtschaftlichen Krise. Die Produktion von Nischenmodellen, die Zagato bislang mit Fahrzeugen wie dem Alfa Romeo Junior Zagato intensiv betrieben hatte, wurde zunehmend von den großen Automobilherstellern selbst übernommen, sodass für Zagatos Kreationen kein Bedarf mehr bestand. Nach dem Weggang des langjährigen Designchefs Ercole Spada kam eine kreative Krise hinzu. Das letzte Auto, das Zagato in den 1970er-Jahren gestaltete, war der Bristol 412 (1974) gewesen. In den folgenden Jahren konzentrierte sich das Werk auf die Herstellung fremder Fahrzeuge, namentlich des von Pininfarina gestalteten Lancia Beta Spider, sowie auf die Panzerung von Großserienfahrzeugen. Ein weiteres Standbein war die Produktion des Zagato Zele, eines Kleinstwagens mit Elektroantrieb, der unter anderem auf Golfplätzen eingesetzt wurde.
Ende der 1970er-Jahre wollte Zagato die Tradition individuell gestalteter Fahrzeuge wieder aufleben lassen. 1979 fertigte Zagatos seinerzeitiger Chefdesigner Giuseppe Mittino, der 1970 auf Ercole Spada gefolgt war, zunächst einige Kreidezeichnungen eines zweitürigen Coupés mit betont runder Karosserie, das die Bezeichnung AZ6 Sperimentale erhielt. Mittinos Entwürfe wurden dem Alfa-Romeo-Direktorium vorgelegt, das sich nach kurzer Prüfung dafür entschied, Zagato mit der Fertigung zweier Prototypen zu beauftragen. Parallel dazu wurde Bertone mit der Erarbeitung eines Alternativ-Entwurfs beauftragt. Ziel beider Aufträge war es, ein großes Coupé mit Alfa-Romeo-Technik, vor allem aber mit dem 2,5 Liter großen Sechszylindermotor zu entwickeln.
Zagato setzte daraufhin zwischen 1980 und 1982 mit finanzieller Unterstützung Alfa Romeos die Entwürfe Mittinos um; das Ergebnis war der Zagato Zeta 6, der sich eng an die anfängliche Konzeption des AZ6 Sperimentale hielt. Zeitgleich entwarf Marc Deschamps für Bertone den Alfa Romeo Delfino, ein auf der Technik der Limousine Alfa 6 basierendes, üppig verglastes Stufenheckcoupé, das viele Gestaltungselemente des Subaru SVX vorwegnahm.
Zagatos Zeta 6 und Bertones Delfino wurden jeweils auf dem Genfer Auto-Salon im März 1983 öffentlich vorgestellt. Beide Fahrzeuge – ein grünes und ein braun lackiertes – erhielten positive Kritiken; Zagatos Entwurf wurde allerdings deutlich freundlicher aufgenommen.
In den folgenden Monaten erwog Alfa Romeo, den Zeta 6 als exklusive Version der Alfetta GTV in Serie zu produzieren. Ende 1983 entschied sich das Unternehmen allerdings gegen eine Serienfertigung. Die erforderlichen Investitionen erwiesen sich als zu hoch: Alfa Romeo war in dieser Zeit mit der Vorbereitung des Arna beschäftigt und konnte daneben keine weiteren Mittel bereitstellen. Zagato erklärte daraufhin zunächst, den Zeta 6 selbst produzieren zu wollen; aber auch dieses Vorhaben scheiterte an der ungesicherten Finanzierung.
Zagato hatte sich durch den Zeta 6 wieder als „ernsthafter Automobildesigner“ in Erinnerung gerufen. Infolge dieses Entwurfs gelang es dem traditionsreichen Unternehmen, weitere Design- und Fertigungsaufträge zu erhalten und die Existenz über die 1980er-Jahre hinaus zu sichern. Ab 1987 fertigte Zagato den selbst gestalteten Aston Martin V8 Zagato, bereits drei Jahre früher war bei Zagato die Produktion des Maserati Biturbo Spyder angelaufen. Ihr Erfolg bildete die Grundlage für eine langjährige Zusammenarbeit mit Nissan, in deren Rahmen ungewöhnlich gestaltete Fahrzeuge wie der Autech Stelvio, der Autech Gavia oder die Modelle Nissan Seta und Bambù entstanden.

## Design und Technik des Zeta 6

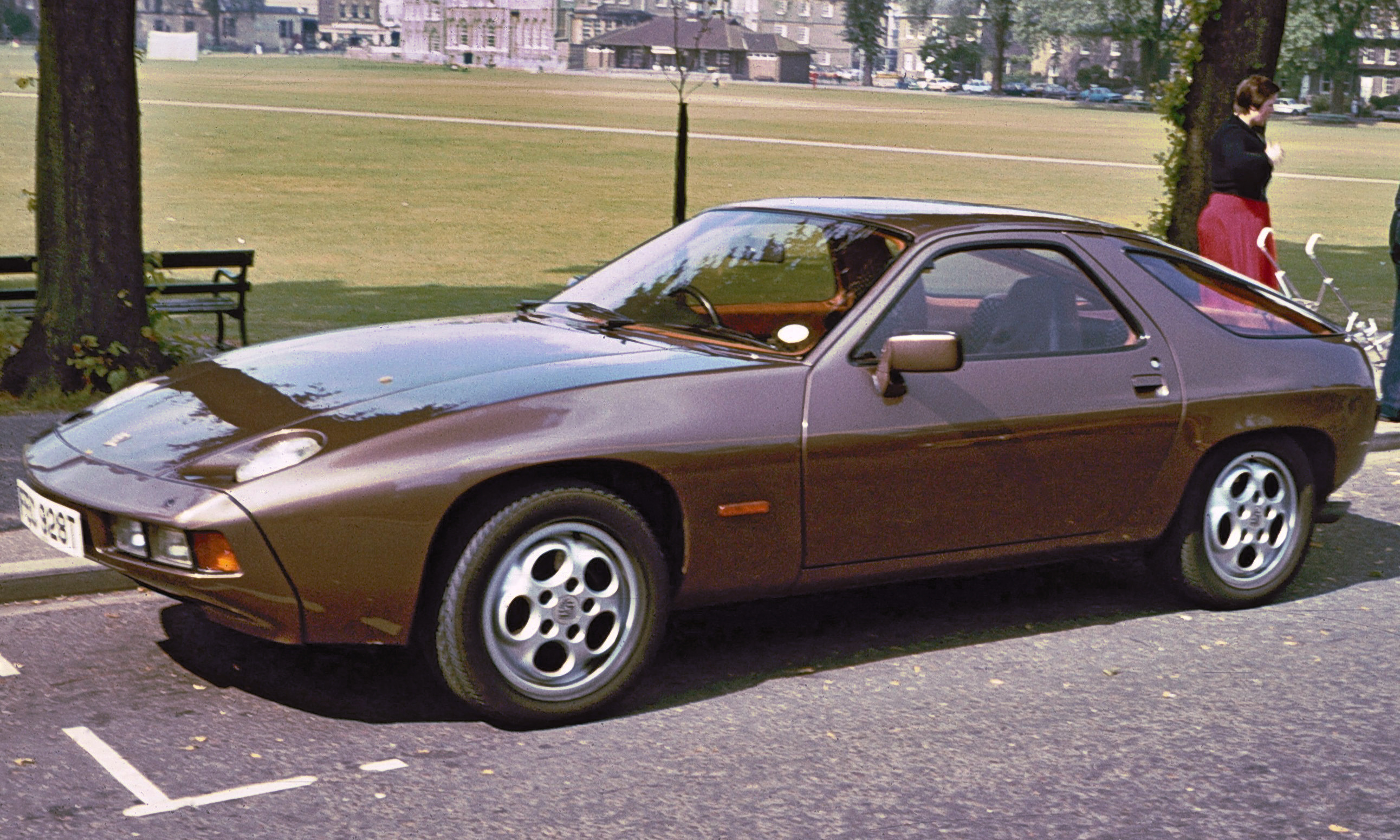
Porsche 928: Stilistisches Vorbild für den Zagato Zeta 6?

Der Zagato Zeta 6 war ein rundlich gestaltetes zweitüriges Stufenheckcoupé, das die bisherige Tradition kantiger Entwürfe, die Zagato seit den 1960er-Jahren gepflegt hatte, demonstrativ aufgab. Die B-Säule folgte der trapezförmigen Linie der Türen und ging in eine schräg stehende Panoramaheckscheibe über. Die Gestaltung der Fahrzeugflanken rief Erinnerungen an den Porsche 928 hervor, der seinerseits ein Designdetail des AMC Pacer aufgriff.
Der Zeta 6 wies keine eigenständigen Stoßstangen auf. Stattdessen verfügte er vorn und hinten über massive, verformbare Kunststoffeinheiten, die in Wagenfarbe lackiert waren. In die vorderen Einheiten waren verglaste Doppelscheinwerfer eingelassen, hinten verwendete der Zeta 6 die Rückleuchten der BMW-5er-Reihe.
Ein eigenständiges Merkmal des Zeta 6 war der ungewöhnliche Türöffnungsmechanismus. Anstelle herkömmlicher Türgriffe hatte der Zeta 6 runde Drehscheiben, in die Vertiefungen für die Finger eingelassen waren. Zum Öffnen der Tür mussten die Scheiben entgegen (Fahrerseite) bzw. im Uhrzeigersinn gedreht werden. Eine Feder öffnete dann den Schließmechanismus.
Fahrwerk und Motor des Zeta 6 kamen vom Alfa Romeo Alfetta GTV6. Die technischen Komponenten wurden unverändert übernommen.

## Produktion
Zagato stellte 1982 zwei Exemplare des Zeta 6 her, die beide auf dem Genfer Auto-Salon 1983 gezeigt wurden. Die Karosserie der Prototyps bestand aus Aluminium.
Das braun lackierte Fahrzeug verblieb in Alfa Romeos Werksmuseum, das grüne hingegen wurde 1989 an einen britischen Sammler verkauft, der es bis 2011 in London regelmäßig im Straßenverkehr bewegte. Danach kaufte es ein italienischer Sammler. Ob weitere Exemplare komplettiert wurden, ist unklar. Es gibt Presseberichte über eine dritte Rohkarosserie, die sich 2012 ohne Technik und Inneneinrichtung in den Niederlanden befinden soll.